# Cal Duc (Arbeca)
Cal Duc és un edifici del municipi d'Arbeca (Garrigues) que forma part de l'Inventari del Patrimoni Arquitectònic de Catalunya.

## Descripció
És una casa de planta baixa i dos pisos. La façana descansa sobre un porxat de dues arcades fetes amb carreus; una d'elles és d'arc de mig punt i l'altra, d'arc apuntat. El seu pes es descarrega sobre tres matxons. Compositivament, la façana presenta cinc finestres al pis superior, dos balcons i dues finestres al pis intermedi, disposades de forma simètrica. Aquesta estètica, però, resta trencada per les dues arcades inferiors, formalment diferents. Totes les obertures són perfilades per motllures a manera de guardapols, corbats lleument a la llinda, i per ampits. Totes les finestres són iguals, a excepció d'una del primer pis. La façana està coronada per una cornisa que recull l'aigua de la pluja. Hi ha una esquerda vertical una mica desplaçada de l'eix vertical. L'interior de la casa ha estat totalment remodelat.

## Història
A la motllura d'una finestra del primer pis hi ha la data de 1672 una mica esborrada. Malgrat això, hom assegura que la casa és anterior a aquesta data, per tant, potser és l'any en què es feu alguna reforma. Actualment ja no és "Cal Duc", donat que des de fa 40 anys hi viu la família Perera.